# Лајонс (Колорадо)
Лајонс (енгл. Lyons) град је у америчкој савезној држави Колорадо.

## Демографија
По попису из 2010. године број становника је 2.033, што је 448 (28,3%) становника више него 2000. године.
| Група             | 2000.         | 2010.         |
| Белци             | 1.420 (89,6%) | 1.847 (90,9%) |
| Афроамериканци    | 6 (0,4%)      | 9 (0,4%)      |
| Азијати           | 11 (0,7%)     | 28 (1,4%)     |
| Хиспаноамериканци | 127 (8,0%)    | 116 (5,7%)    |
| Укупно            | 1.585         | 2.033         |